# National Trails

Symbol żołędzia użyty do oznaczenia szlaków National Trails.

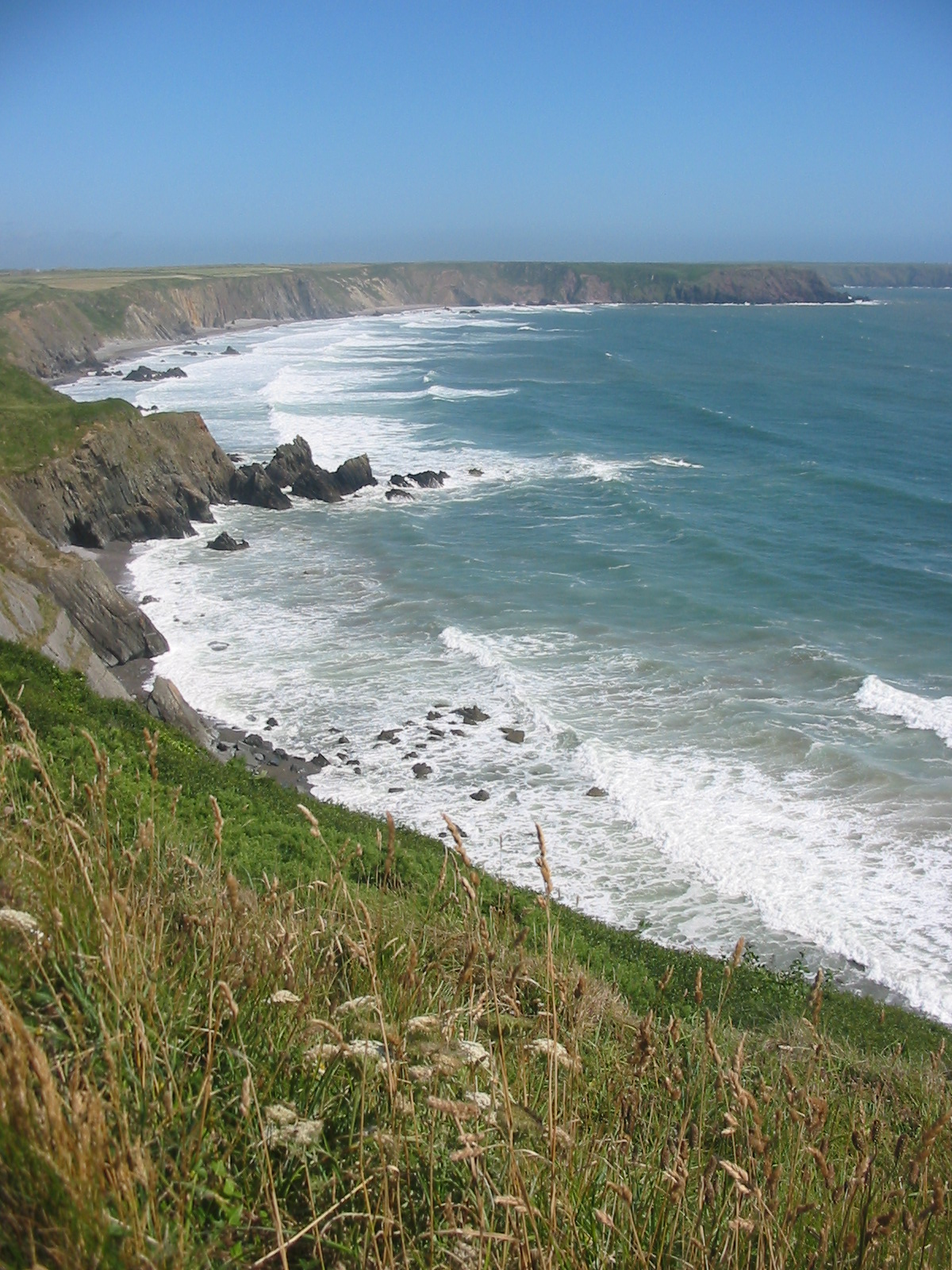
Widok rozciągający się ze szlaku Pembrokeshire Coast Path.

National Trails – długodystansowe ścieżki turystyczne dla pieszych, cyklistów oraz jeźdźców konnych na terenie Anglii oraz Walii. Zarządzane są przez agencje Natural England oraz the Countryside Council for Wales. 
Każdy ze szlaków National Trails oznaczony jest na całej swojej długości symbolem żołędzia. 
W Szkocji funkcjonuje odpowiednik National Trails o nazwie Long Distance Routes, które są zarządzane przez Scottish Natural Heritage.

## Lista szlaków National Trails
- Cleveland Way na terenie Anglii (177 km),
- Cotswold Way na terenie Anglii (164 km),
- Glyndŵr's Way na terenie Walii (217 km),
- Hadrian's Wall Path na terenie Anglii (135 km),
- North Downs Way na terenie Anglii (246 km),
- Offa's Dyke Path na terenie Walii oraz Anglii (285 km),
- Peddars Way oraz North Norfolk Coast Path na terenie Anglii (74 i 72 km),
- Pembrokeshire Coast Path na terenie Walii (300km),
- Pennine Bridleway na terenie Anglii (209 km),
- Pennine Way na terenie Anglii oraz Szkocji (431 km),
- The Ridgeway na terenie Anglii (139 km)
- South Downs Way na terenie Anglii (161 km)
- South West Coast Path na terenie Anglii — najdłuższy ze wszystkich szlaków w Wielkiej Brytanii (1014 km),
- Thames Path na terenie Anglii (296 km),
- Yorkshire Wolds Way na terenie Anglii (127 km).

Szlaki National Trails w sumie liczą ponad 4000 km (2500 mil) długości. 